# Il trafficone
Il trafficone è un film commedia del 1974 diretto da Bruno Corbucci.

## Trama
Un magliaro napoletano in trasferta a Roma, mentre cerca di vendere ad un incrocio un giaccone di finta renna, incontra per caso Laura, una bella donna che lo invita a casa sua. Tra i due è subito passione, ma l'inaspettato arrivo del marito sarà l'inizio per il magliaro di una nuova esperienza in quanto verrà pagato dallo stesso per essere stato sorpreso a letto con la moglie, e sbloccato così dalla sua impotenza psicologica. Così messo al corrente dalla moderna coppia delle teorie di William Masters e Virginia Johnson, pur senza una reale competenza aprirà un centro di sessuologia per risolvere i problemi delle coppie e poter guadagnare tanto senza doversi più arrangiare per mantenere la famiglia.

## Colonna sonora
Molti credono che la colonna sonora del film anticipi Il ballo del qua qua, inciso nel 1981 da Romina Power, visto che la somiglianza è evidente. In realtà la musica originale è stata composta negli anni '50 dal musicista svizzero Werner Thomas. È stata adattata con parole diverse in molteplici nazioni e usata nel corso degli anni in vari film, tra cui appunto questo.
La colonna sonora è stata anche utilizzata nel film di Mariano Laurenti L'affittacamere del 1976.

## Riferimenti culturali
La scena della ripresa della coppia che fa l'amore rivisto alla moviola è una chiara parodia della moviola della trasmissione La Domenica Sportiva di quegli anni con la freccia bianca che indicava il luogo del fallo e con il tecnico che nel film si chiama Pitaletti mentre nella realtà era il moviolista della Rai Heron Vitaletti.